# Justitia (Spitzweg)
Justitia, Fiat Justitia, Auf der Lauer oder Die Gerechtigkeit wacht ist ein Gemälde von Carl Spitzweg, das eine bewegte Geschichte hat.

## Beschreibung
Das hochformatige Ölgemälde aus der Zeit um 1857 zeigt eine Statue der Justitia (Göttin der Gerechtigkeit) auf einem Sockel, der gleichzeitig den Eckpfeiler eines Treppengeländers bildet. Die dem Betrachter zugekehrte Statue, die sich in der linken Hälfte und in der oberen Hälfte des Bildes befindet, weist mit der Augenbinde und der Waagschale in der linken, dem Schwert in der rechten Hand sowie dem klassischen langen Gewand die üblichen Attribute der personifizierten Gerechtigkeit auf. Der hellbräunliche Stein, aus dem sie gefertigt scheint, wird von links oben vom Sonnenlicht beschienen. Am Gebäude, das hinter dem Treppenabsatz liegt und einen großen Teil des Hintergrundes einnimmt, ist der Schattenwurf architektonischer Elemente zu sehen: Ganz links zeichnet sich offenbar die Silhouette eines Säulenteils mit Kapitell ab.
Vom oberen Ende des Säulenschattens fällt eine Linie schräg nach rechts ab, oberhalb derer sich die Wand im Schatten befindet, während der untere Teil besonnt ist. Die Teilung in Licht- und Schattenbereiche der Wand verläuft hinter der Statue etwa auf deren Brusthöhe und an der Gebäudeecke rechts auf Kopfhöhe eines Menschen, der hinter dieser Ecke steht und nur teilweise erkennbar ist. Zu erkennen ist ein Helm mit Federschmuck, ein uniformierter Oberkörper, die Spitze eines Degens oder Stockes sowie eine Fußspitze. Der Mann steht offenbar zur Bewachung des Gebäudes im Schatten auf dem Treppenabsatz.
Am rechten Bildrand ist ein weiteres Geländer zu erkennen, dessen Neigung zeigt, dass sich auch auf der anderen Seite des Gebäudes eine abwärts führende Treppe befindet. Den Hintergrund auf der rechten Seite des Gemäldes bildet städtische Architektur unter einem grünlich beleuchteten Himmel. An dem dargestellten Gebäude befindet sich in Höhe der Justitia eine unbeleuchtete Laterne. Hinter den Unterschenkeln der Justitia ist ein dunkelbrauner Aushängekasten oder Anschlagbrett an der Wand des Hauses angebracht, an dem ein beschriebenes Blatt Papier zu sehen ist.
Der Sockel Teil der Justitia gehört zu einer Treppe, die links weiter nach oben zu führen scheint und rechts im Vordergrund drei Stufen zeigt, die parallel zum unteren Bildrand liegen. Aus der Perspektive des Betrachters führen diese zu der Ebene hinauf, auf der der Wächter steht und von der aus der Aushang zu lesen wäre. Unterhalb dieser Stufen ist rechts wieder ein Absatz zu erkennen, zu dem offenbar eine weitere Treppe von links unten heraufführt. Diese ist jedoch nur durch eine einzelne Stufe am unteren Ende angedeutet. Bewachsenes Mauerwerk unterhalb des Geländers in der linken unteren Ecke des Gemäldes deutet ebenfalls an, dass unten eine weitere Fläche in dem Gelände anzunehmen ist. Dieser untere Teil des Bildes weist dunkle bräunliche Farbtöne auf, während der Absatz und die Treppenstufen auf der rechten Seite, die weitgehend besonnt sind, helle, eher ockerfarbene Farbtöne zeigen.

## Geschichte des Gemäldes
Spitzwegs Justitia geriet im Jahr 2007 ins Licht der Öffentlichkeit, als am 23. Februar die Deutsche Presseagentur meldete, dass das Bundesfinanzministerium der Rückgabe an die Erben des früheren Besitzers Leo Bendel zugestimmt hatte. Bendel, der aus Strzyżów in Polen stammte, war wahrscheinlich ausgebildeter Kaufmann und in der Tabakbranche tätig. Spätestens ab 1915 lebte er in Berlin. Er gelangte als Generalvertreter der Berliner Tabakwarenfabrik Ermeler und der Zigarettenpapierfirma Job zu Wohlstand und konnte eine Kunstsammlung anlegen, in der Gemälde, Zeichnungen, Aquarelle und Radierungen von Wilhelm Trübner, Walter Leistikow, Hans Thoma und Spitzweg vertreten waren. Neben der Justitia besaß er auch den Hexenmeister von Spitzweg. 1935 verlor Leo Bendel, der jüdischer Herkunft war, seine Arbeit und musste von Dahlem nach Wilmersdorf umziehen. Seine evangelische Ehefrau Else, geb. Golze, bereitete zusammen mit ihrem Mann die Auswanderung vor. In den Jahren 1935 bis 1937 verkaufte das Ehepaar seine Wohnungseinrichtung und zahlreiche Kunstwerke über das Auktionshaus Adolf Herold, um schließlich 1937 nach Wien auszuwandern. Wenige Monate später marschierten jedoch deutsche Truppen in Österreich ein. Leo Bendel ließ sich am 17. Juni 1938 taufen und legte seine polnische Staatsbürgerschaft ab, um Repressalien zu entgehen. Dennoch wurde er am 9. September 1939 in seiner Wohnung in der Grinzinger Allee 34 von der Gestapo verhaftet. Mit zahlreichen weiteren inhaftierten Juden wurde er zunächst im Praterstadion festgehalten und Ende September 1939 nach Buchenwald deportiert, wo er die Häftlingsnummer 6742 erhielt. Dort starb er am 30. März 1940. Seiner Witwe wurde die Urne mit seiner Asche sowie seine Hinterlassenschaft zugestellt: eine Strickjacke, ein Paar Hosenträger, seine Brille, ein Riemen und 3,20 Reichsmark. Else Bendel verbrachte ihre letzten Lebensjahren in ärmlichen Verhältnissen. Sie arbeitete als Putzfrau, bis sie 1952 ihre Stelle verlor, und stellte 1954 einen Entschädigungsantrag in Berlin, der zum Zeitpunkt ihres Todes am 4. September 1957 noch nicht entschieden war. Damit verfielen die Möglichkeiten, Wiedergutmachung für Leo Bendels Tod zu beantragen, und der Antrag auf Ausgleich von Vermögensverlusten wurde abgelehnt, weil Else Bendel keine Nachweise über die Zwangsverkäufe besessen hatte.
Erst nachdem 1998 in Washington Grundsätze über den Umgang mit verfolgungsbedingt verlorenen Kunstwerken formuliert worden waren, ließen Nachfahren von Leo Bendels Schwägerin Historiker nach dem Verbleib der Sammlung Bendel forschen. Diese konnten rekonstruieren, dass Leo Bendel sowohl die Justitia als auch den Hexenmeister am 15. Juni 1937 an die Galerie Heinemann verkauft hatte. Für die Justitia zahlte die Galerie an Bendel 16.000 Mark. Wenig später wurde das Gemälde für 25.000 Mark an die Kunsthändlerin Maria Almas, die Bilder für die geplante „Führersammlung“ in Linz erwarb, weiterverkauft. Im Oktober 1945 kam die Justitia in den Central Collecting Point in München. Die Provenienz des Gemäldes wurde damals geprüft, aber offenbar für unproblematisch befunden, weil die jüdische Herkunft Bendels nicht aus den Unterlagen hervorging. So wurde das Gemälde am 1. August 1961 dem Bundespräsidialamt übergeben und in der Villa Hammerschmidt in Bonn aufgehängt, und weitere Überprüfungen fanden nicht statt, bis Bendels Erben aktiv wurden. 2006 wiesen diese den Bundespräsidenten Horst Köhler auf die Umstände hin, unter denen Leo Bendel das Bild einst verkauft hatte. Nach einer Überprüfung schlug das Bundesamt für zentrale Dienste und offene Vermögensfragen dem Bundesfinanzministerium die Rückgabe des Bildes vor. Zunächst erfolgte jedoch keine in der Öffentlichkeit erkennbare Reaktion, bis das Magazin Cicero im März 2007 unter dem Titel „Die Gerechtigkeit wacht“ über den Fall berichtete. Danach wurde die Zustimmung des Bundesfinanzministeriums gemeldet. Das Gemälde wurde im Mai 2020 im Neumeister Münchener Kunstauktionshaus für 550.000 Euro versteigert und ging an einen deutschen Privatsammler.